# Stanisław Wincenciak
Stanisław Wincenciak (ur. 28 czerwca 1949 w Brwinowie) – polski elektrotechnik, wykładowca akademicki, prorektor ds. rozwoju Politechniki Warszawskiej w kadencjach 2012-2016 i 2016-2020.

## Życiorys
Ukończył szkołę podstawową i liceum ogólnokształcące w Brwinowie; również obecnie pozostaje mieszkańcem tej miejscowości. W 1973 uzyskał dyplom magistra inżyniera na Wydziale Elektrycznym Politechniki Warszawskiej i od razu rozpoczął pracę w Instytucie Elektrotechniki Teoretycznej i Miernictwa Elektrycznego (obecnie przemianowanym na Instytut Elektrotechniki Teoretycznej i Systemów Informacyjno-Pomiarowych).
Swoją pracę naukową rozpoczął od rozwijania i stosowania metody elementów skończonych do analizy zagadnień pola elektromagnetycznego stacjonarnego, z uwzględnieniem nieliniowości parametrów materiałowych, analizy pola elektromagnetycznego harmonicznie zmiennego w czasie, niestacjonarnych pól sprzężonych elektrotermicznych, a także zastosowaniem całek i elementów brzegowych do analizy pola elektrostatycznego. W późniejszym czasie nurt zainteresowań skierował ku symulacji numerycznej pola elektromagnetycznego oddziałującego na środowiska o niskiej przewodności elektrycznej, a w szczególności na ciało ludzkie z uwzględnieniem zastosowań w terapii zaburzeń psychicznych. Badania prowadzi współpracując ze specjalistami ze środowiska medycznego. Odbył staże naukowe na Politechnice w Brnie, w ECAM Bruksela, „Field Vector” Oksford i w moskiewskiej MEI.
Jest współautorem FAT - interpretera języka służącego do analizy pola elektromagnetycznego. W swojej karierze opublikował około 200 publikacji, z czego 4 to monografie i 5 to podręczniki. Wypromował 6 doktorów – wszyscy otrzymali wyróżnienia za swoje dysertacje.

## Stanowiska
- Prodziekan Wydziału Elektrycznego PW (1999-2002 i 2002-2005)
- Dziekan Wydziału Elektrycznego PW (2005-2008 i 2008-2012)[3]
- Kierownik Zakładu Wysokich Napięć i Kompatybilności Elektromagnetycznej
- Przewodniczący Grupy Ekspertów ds. Pól Elektromagnetycznych Zespołu Ekspertów ds. Czynników Fizycznych Międzyresortowej Komisji
- Przewodniczący stołecznego oddziału Polskiego Towarzystwa Elektrotechniki Teoretycznej i Stosowanej[4]

## Członkostwa
- Polska Akademia Nauk
- Rada Naukowa Centralnego Instytutu Ochrony Pracy
- Rada Naukowa Instytutu Elektrotechniki
- Komitet Główny Olimpiady Wiedzy Technicznej dla szkół średnich

## Działalność pozanaukowa
W latach 1988–1990 był przewodniczącym Komitetu Obywatelskiego „Solidarność” w Brwinowie i członkiem Komisji Rewizyjnej Warszawskiego Porozumienia Komitetów Obywatelskich „Solidarność”. Od 1990 do 1994 zasiadał w Radzie Miejskiej w Brwinowie, której był przewodniczącym.
Poza działalnością społeczną jego pasją jest sport – przez wiele lat był prezesem lub wiceprezesem klubu sportowego.

## Ważne publikacje
- Stanisław Wincenciak, Jerzy Skoczylas, Jan Sikora, Marek Stabrowski, Stanisław Bolkowski, Jan Sroka: Komputerowe metody analizy pola elektromagnetycznego, WNT, 1993;
- Stanisław Wincenciak: Metody i algorytmy optymalizacji kształtu obiektów w polu elektromagnetycznym, Oficyna Wydawnicza P, Warszawa 1998